# Apisai Naqalevu

a Compétitions nationales et continentales officielles uniquement.

b Matchs officiels uniquement.
Dernière mise à jour le 17 juillet 2025.
Apisai Naqalevu (parfois orthographié Apisai Naqaliva), né le 21 août 1989 à Botenaulu dans la province de Naitasiri, est un joueur fidjien de rugby à XV et de rugby à sept qui évolue au poste de centre.

## Biographie

### Jeunesse et formation
Apisai Naqalevu, originaire de Botenaulu, du district de Wainimala dans la province de Naitasiri,, commence la pratique du rugby à XV à l'âge de neuf ans, avec la Muaira District School de Naitasiri. Il représente l'équipe de Suva dans le cadre de la Digicel Cup qu'il remporte en 2012. Il exerce en parallèle dans son pays le métier de policier.
Il connaît plusieurs sélections internationales. En 2013, il représente les Fiji Warriors, l'équipe réserve de l'équipe nationale, pour jouer la Pacific Rugby Cup. Il évolue également en rugby à sept sous le maillot de l'équipe des Fidji à sept ; il intègre le groupe pour disputer le Gold Coast Sevens 2014, épreuve qu'il remporte.
Après ces sélections en tant que joueur de rugby à sept, il signe un contrat de cinq mois durant lesquels il participe au championnat du Sri Lanka, pour le compte du club du Police Sports Club ; il avait déjà tenté l'aventure deux ans plus tôt avec le même club. Il retourne ensuite aux Fidji.

### Carrière professionnelle en France
Découvert par l'intermédiaire de vidéos de ses performances sur les conseils d'un agent, Naqalevu est ensuite supervisé lors de ses prestations sous le maillot de l'équipe nationale à sept. Il est alors approché par le club français de l'Union sportive dacquoise afin de remplacer Leone Ravuetaki ; il commence ainsi une carrière professionnelle en Europe, en signant au mois de juin 2015 pour évoluer en Pro D2. Son profil rugueux et perforateur, autant au poste de premier que de second centre, et ses premières prestations au sein des lignes arrières dacquoises font rapidement l'objet d'attention d'autres clubs, alors que son contrat arrive à son terme à l'issue de deux années.
Il signe rapidement un pré-contrat dès le mois de décembre 2016 avec une formation de Top 14, l'Union Bordeaux Bègles.
Après une saison en Gironde, il rompt à l'amiable son contrat avec l'UBB et signe en faveur de l'ASM Clermont Auvergne pour une année plus une optionnelle ; l'option est levée dès le mois d'octobre. À la fin de sa première saison sous le maillot clermontois, il participe aux finales du Challenge européen et du Top 14 en tant que remplaçant, remportant la première, mais s'inclinant sur la seconde. Il prolonge avec le club auvergnat dès le mois d'octobre 2019, pour deux années supplémentaires. Il dispute le 1er février la première édition du Supersevens, compétition de rugby à sept mise en place par la Ligue nationale de rugby. En novembre 2021, il est appelé par les Fidji pour remplacer Levani Botia qui s'est blessé, il joue son premier match en sélection nationale, le 14 novembre, lors d'une défaite contre le pays de Galles. En janvier 2022, il prolonge son contrat avec le club auvergnat pour deux années supplémentaires.

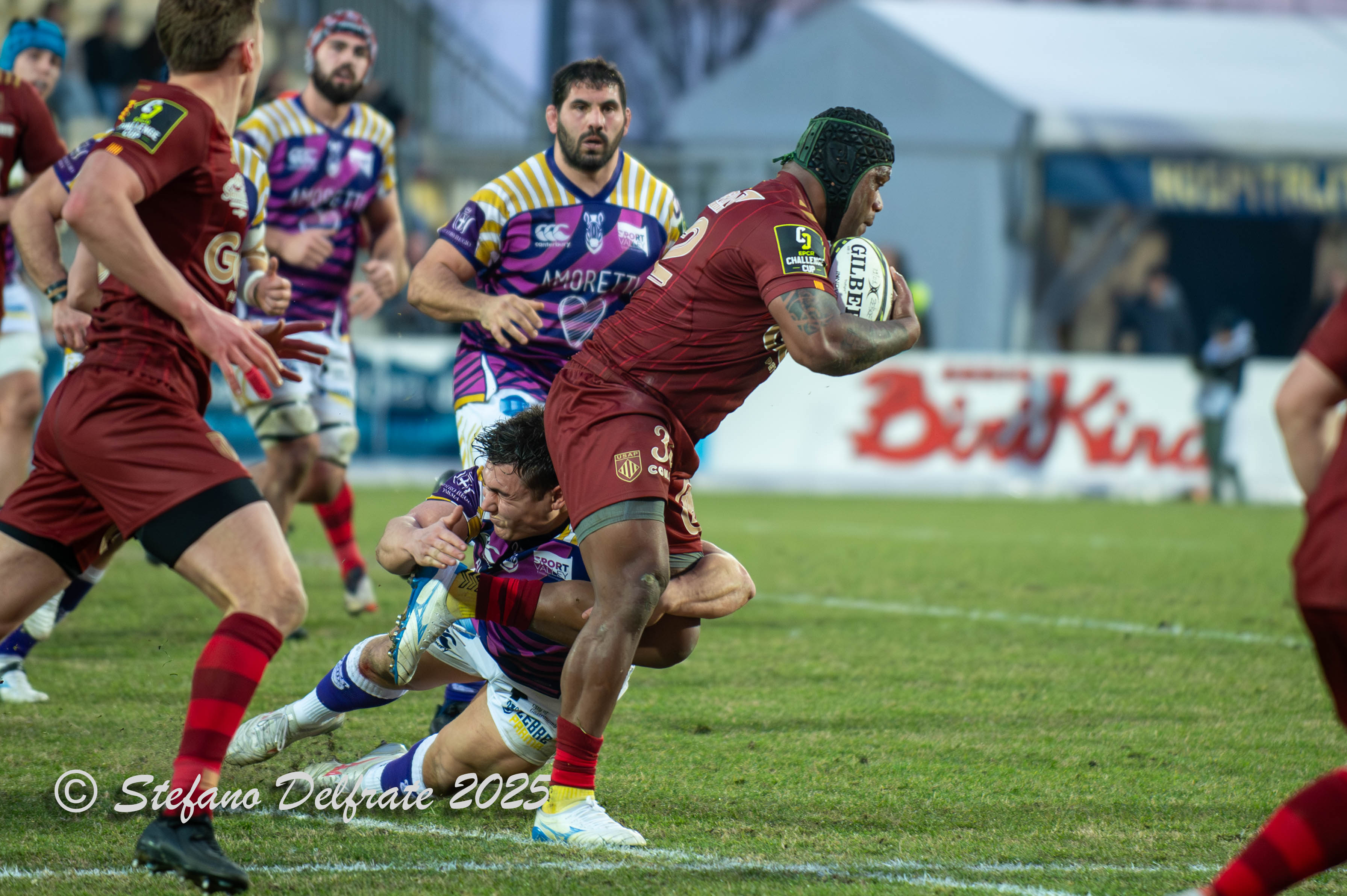
Apisai Naqalevu, ballon en main, sous le maillot de l'USA Perpignan en 1 2025.

Sous les ordres d'un nouvel entraîneur avec Christophe Urios en cours de saison 2022-2023, il fait partie des joueurs encore sous contrat mais sur lesquels le staff ne souhaite pas forcément s'appuyer ; le club clermontois lui propose alors une libération de contrat en cas d'opportunité. Naqalevu s'engage alors avec l'USA Perpignan la saison suivante, où il retrouve son ancien entraîneur Franck Azéma.
Après deux saisons sous les couleurs catalanes en Top 14, son contrat n'est pas prolongé. Il s'engage au Racing Club narbonnais évoluant alors en Nationale, signant un contrat de deux saisons.

## Palmarès

### En club
- Digicel Cup :
  - Vainqueur : 2012 avec Suva.
- Championnat de France :
  - Finaliste : 2019 avec l'ASM Clermont.
- Challenge européen :
  - Vainqueur : 2019 avec l'ASM Clermont.

### En équipe nationale de rugby à XV
- Pacific Rugby Cup :
  - Vainqueur : 2013 (en).

### En équipe nationale de rugby à sept
- Série mondiale de rugby à sept :
  - Tournoi d'Australie :
    - Vainqueur : 2014.

## Statistiques en équipe nationale
| Année | Compétition             | Matchs | Points | Essais |
| ----- | ----------------------- | ------ | ------ | ------ |
| 2021  | Test matchs en tournée, | 1      | 0      | 0      |
| Total | Total                   | 1      | 0      | 0      |